# Whipped - Ragazzi al guinzaglio
Whipped - Ragazzi al guinzaglio (Whipped) è un film indipendente del 2000 diretto da Peter M. Cohen.

## Trama
Tre ragazzi single si riuniscono ogni domenica in un ristorante per parlare della loro vita sessuale; fino a che ognuno di loro si invaghisce della bellissima Mia (Amanda Peet), mettendo a rischio la loro amicizia.